# غيربيرغا الساكسونية
غيربيرغا الساكسونية (حوالي 913 - 5 مايو 969/8 أو 984؟)؛ كانت ملكة الفرنجة القرينة، وبين عامي 954-959 حكمت كوصية على ابنها الملك لوثير، هي عضو في سلالة أوتونية، كان زوجها الأول جيلبرت دوق لوثارينجيا في حين زوجها الثاني لويس الرابع ملك فرنسا، تصفها المصادر المعاصرة بأنها ناشطة سياسية ومتعلمة وذكية وقوية.
غيربيرغا هي الابنة الثانية لـ هاينريش الأول ملك ألمانيا وزوجته الثانية ماتيلدا من رينجلهايم، وشقيقة كل من الإمبراطور أوتو الأول والأسقف برونو وكذلك هاينريش الأول دوق بافاريا، وأيضا هي خالة هيو كابيه أول ملك فرنسا من سلالة كابيتيون.

## الزواج الأول
في عام 929 تزوجت غيربيرغا من الدوق جيلبرت، وأنجبت له:
1. ألبراد (حوالي 929 م) ؛ تزوجت من رينو الذي كان أحد زعماء الفايكنغ، أصبح بعدها كونت روسي، لهم ذرية.
2. هنري دوق لورين (مواليد 932).
3. غربيرغا (مواليد حوالي 935) ؛ تزوجت من أدالبرت الأول كونت فيرماندوا، لهم ذرية.
4. فيلترود (مواليد 937).

يُقال أن غيربيرغا كانت القوة الدافعة وراء قرار جيلبرت حول دعم شقيقها الأصغر هاينريش عندما تمرد ضد شقيقها الأكبر أوتو الأول في عام 936، وفي عام 939 هُزم جيلبرت على يد أوتو الأول بمعركة أندرناخ، وأثناء محاولته للهرب غرق في نهر الراين.

## الزواج الثاني
عندما توفي جيلبرت كانت غيربرغا تبلغ من العمر 26 عامًا تقريبًا، تزوجت من لويس الرابع ملك فرنسا عام 939، وأنجبت له:
1. لوثير ملك فرنسا (941-986).
2. ماتيلدا (مواليد حوالي 943)؛ تزوجت من كونراد ملك بورغندي، لهم ذرية.
3. هيلدغارد (مواليد 944).
4. كارلومان (ولد حوالي. 945).
5. لويس (مواليد 948).
6. شارل دوق لورين السفلى (953-993).
7. ألبراد (قبل. 953).
8. هنري (مواليد 953).

توفي لويس الرابع في 954، وخلفه ابنهما البكر لوثير وبما أنه قاصر أصبحت غيربيرغا الوصية عليه، توصلت إلى اتفاق مع صهرها هيو الكبير (زوجة شقيقتها هيدويغ)، بحيث كان منافس لزوجها مقابل دعمه لحكم لوثير ومنحت له العديد من المكاسب الإقليمية، ومع ذلك لم تطالب غيربيرغا بدعم شقيقها الإمبراطور أوتو الأول خوفاً من زعرعة الاستقرار البلاد وتسبب في الانقسامات الوطنية، بعد وفاة هيو الكبير في 956، أصبحت غيربيرغا إلى جانب شقيقتها هيدويغ على رأس العائلتين من أقوى سلالات في الفرنجة الغربية، إلى جانب شقيقها برونو الذي كان رئيس الأساقفة كولونيا حكموا البلاد خلال الوصاية على الملك حتى بلوغه سن الرشد.
في 959 بعد بلوغ الملك لوثير أصبحت غيربيرغا رئيسة إحدى الأديرة في سواسون، ومع ذلك شاركت في العديد من المواقف السياسية، وأيضا كانت حاضرة أثناء زواج ابنها لوثير من إيما ابنة شقيقها في 965، تم توثيقها أخر مرة في 968، مما أدى إلى اختلاف سنة وفاتها رغم تحديد الوفاة في 5 مايو من خلال سجلات التأبين.